# 오스카 그랜트의 어떤 하루
《오스카 그랜트의 어떤 하루》(영어: Fruitvale Station)는 2013년 공개된 미국의 전기 드라마 영화이다. 라이언 쿠글러의 장편 영화 연출 데뷔작이며 쿠글러가 각본도 맡았다.
2009년 1월 1일 샌프란시스코 오클랜드 지하철역에서 비무장 상태의 흑인 청년을 과잉진압한 경찰의 총격 사건 실화를 영화화하였다.

## 줄거리
22살에 마약 사건으로 감옥에 다녀온 전과까지 있는 오스카 그랜트(마이클 B. 조던 분).
여자친구인 소피나(멜로니 디애즈 분)와 4살 짜리 딸 타티아나(아리아나 닐 분)를 위해서라도 제대로 살아보려고 노력하지만 전과 때문에 일자리를 구하는 것조차 쉽지 않다.
2008년 12월 31일, 22살의 오스카는 새출발을 결심한 참이다.
여자친구에게 청혼을 할 결심을 하고, 딸에게는 사랑을 듬뿍 주는 아빠가, 생일을 맞은 엄마에게는 믿음직한 아들이 되려고 마음 먹은 하루의 끝.
모처럼 신년맞이 불꽃놀이를 하러 간 그에겐 인생을 뒤바꿀 사건이 기다리고 있다.

## 출연
- 마이클 B. 조던 - 오스카 그랜트 3세 역
- 멜로니 디애즈 - 소피나 메이사 역
- 옥타비아 스펜서 - 완다 존슨 역
- 케빈 듀랜드 - 커루소 경관 역
- 채드 마이클 머리 - 잉그럼 경관 역
- 아나 오라일리 - 케이티 역
- 아리아나 닐 - 타티아나 역